# Горица (област Търговище)
Вижте пояснителната страница за други значения на Горица.
Горѝца е село в Североизточна България, община Попово, област Търговище.

## География
Село Горица се намира в източната част на Дунавската равнина, в близост до северната граница на Предбалкана, около 36 km на запад от областния център Търговище и 13 km на югозапад от общинския център Попово. Землището на Горица граничи със землищата на селата Посабина, Славяново, Баба Тонка, Бракница, Манастирица и Асеново. На север от селото тече малката река Чокурдере, десен приток на Голяма река, а отвъд реката минава железопътната линия София – Варна, на която някогашната железопътна гара към февруари 2020 г. е само спирка Горица. Общински пътища свързват селото с: град Стражица, на запад през село Манастирица; село Бракница на юг; третокласния Републикански път III-204 на изток, който води на север през Славяново и Медовина към Попово, а на юг – към град Антоново. Село Горица е образувано от махалите Кузалтията, Отсрещната махала и Чаршията.
Почвите в землището на село Горица са сиви горски, климатът е умереноконтинентален, околните гори са широколистни.
Населението на село Горица наброява 860 души към 1934 г. и 938 – към 1946 г., а към 2018 г. намалява до 83.
При преброяването на населението към 1 февруари 2011 г., от обща численост 126 лица, за 71 лица е посочена принадлежност към „българска“ етническа група, за 41 – към „турска“ и за 14 не е даден отговор.

## Кратка историческа справка
Според старо предание, някога селото било чисто българско и се намирало между селата Горица и Бракница. Българите го нарекли Белозем, а турците го наричали Ак Тужаръ̀. В селото живеели много богати търговци, но било нападнато и изгорено от жителите – турци на днешното село Любенци, Горнооряховско. Една част от жителите на изгореното село заселили днешното село Горица.
Най-старият османо-турски данъчен документ, в който се споменава действителното турското име на селото – Тюлбеллер (от Тюрбелеркьой – „село на височина“) е от 1541 г. Според документ от 1676 г. в селото е имало 13 данъкоплатци – християни. Според последния официален турски документ отпреди Освобождението в селото имало 141 мохамедански къщи, без християнски.
До Освобождението селото било населено с турско население. Много преди това в него имало около 250 къщи, но едната му махала изгоряла и жителите ѝ се изселили в село Медовина. Горица, заедно с околните села, било известно и като хайдушко село. Освобождението го заварва с около 60 турски къщи, жителите на които се изселили постепенно в Анадола. Новите му български жители – балканджии го преименували с общо решение на Горица заради горите, с които било заобиколено от всички страни.
Първите заселници в селото дошли през 1879 г. Това били три семейства от колибите Дойнов мост и от махалата Зингиевци (Зингиювци), Еленско. Малко по-късно от махалите Лапавишковци, Чукани, Беброво, Берковци и Кринковци, също от Еленско, дошли още нови заселници. През 1900 г. селото имало 470 жители, от които българите вече били 446 души.
Църквата си горичани построили през 1889 г. Тя била наречена Свети Йоан Кръстител, но официалното ѝ освещаване се извършва едва през 1928 г. През същата 1889 г. било отворено и селското училище, което вече отдавна е закрито. В селото има и джамия.
По-големите родове на селото били: Берковчаните, Босите, Зингиювчаните, Капасъзите, Киранджиите, Лапайците, Цървулите, Чуканите и др.

## Религии
- Християнска (източноправославна);
- Мюсюлманска;

## Обществени институции
- Кметско наместничество;
- Църковно настоятелство;
- Народно читалище „Просвета“[7].

## Културни и природни забележителности
- Късноантична крепост, намираща се на възвишение в местността Кале бурун на 500 м западно от селото;
- В землището на селото имал локализирани антични селища, надгробни могили и др.;
- Местността Кървавият гьол – усойно място, намиращо се на стария път между селата Горица и Славяново, където преди Освобождението разбойници причаквали, ограбвали и избивали пътуващите по пътя търговци и гурбетчии. През 1916 г. при изсичането на гората там са намерени множество черепи на хора в корубите на дърветата;
- Църковен православен храм „Св. Йоан Кръстител“ от 1889 г.;
- Символични паметници на загиналите в на войните горичани, намиращи се в двора на църквата;

## Редовни събития
Няма.